# Warrior (группа)
Warrior — рок-группа из США, играющая в стиле хэви-метал.

## История

### 1983—1987
Группа Warrior была создана в 1983 году в Лос-Анджелесе. Оригинальный состав группы выглядел следующим образом: Паррамор Маккарти (вокал), Джо Флойд (гитара), Томми Асакава (гитара), Рик Беннетт (бас, клавишные), Лайам Джейсон (ударные). После выхода первой демозаписи из трёх песен группа подписала контракт с американской компанией «MCA records» и европейской «10 records».
В 1985 году группа выпустила дебютный альбом «Fighting for the Earth», получивший похвальный отзывы критиков. «Warrior» сравнивали с «Savatage» и «Def Leppard». Перед выходом альбома Лайама Джейсона сменил Джимми Волпу, а Рика Беннетта — Брюс Тергон.
Почти сразу после выхода дебютного альбома компания звукозаписи настояла на записи нового альбома, но после её окончания отменила выпуск пластинки. В результате в начале 1987 года группа распалась.

### С 1991 года по настоящее время
В 1991 году Джо Флойд и Паррамор Маккарти вновь собрались вместе. Однако второй диск группы под названием «Ancient Future» вышел только в 1998 году на «Metal Blade records».
В 2000 году в группе появились новый вокалист (Роб Рок) и новый барабанщик (Дэйв Дукей). С ними был записан альбом «The Code of Life». Однако после этого на место Рока группа пригласила Марка Стораса из швейцарской группы «Krokus», который поёт на следующем альбоме «The Wars Of Gods And Men» (2004).
В 2008 году в группу вернулся вокалист оригинального состава Паррамор Маккарти.

## Состав

### Нынешний состав
- Паррамор Маккарти (Parramore McCarty) — вокал
- Джо Флойд (Joe Floyd) — гитара
- Эй Си Александер (AC Alexander) — гитара
- Роб Фарр (Rob Farr) — бас-гитара
- Дэйв Дукей (Dave DuCey) — ударные

## Дискография
- Fighting For The Earth (1985)
- Ancient Future (1998)
- The Code Of Life (2001)
- The Wars Of Gods And Men (2004)